# Вулиця Метрологічна (Львів)
Ву́лиця Метрологічна — вулиця у Франківському районі міста Львова, в місцевості Новий Світ. Починається від вулиці Котляревського та закінчується глухим кутом.

## Назва
- Стріла — до 1917 року, така назва через те, що відгалуджувалася від сучасних вулиць Горбачевського та Котляревського під гострим кутом.
- Флешара — від 1936 року, на честь Альбіна Флешара, польського геолога, військовика,  вояка Польських легіонів, учасника першої світової війни.
- Штіфтерґассе — від травня 1942 року, на честь Фрідріха Шиллера, німецького поета, філософа, теоретика мистецтва та драматурга.
- Флешара — повернено довоєнну назву в липні 1944 року.
- Метрологічна  — назва з 1945 року, через те, що на вулиці розташовувався Центр метрології електровимірювальних приладів, який колись називався Київський центр технічного обслуговування електронно-обчислювальної техніки (нині — ДП «Львівський науково-виробничий центр стандартизації, метрології та сертифікації»[7].

## Забудова
У забудові вулиці Метрологічної переважають архітектурні стилі — сецесія, функціоналізм, неокласицизм. Більшість будинків внесено до Реєстру пам'яток архітектури місцевого значення м. Львова.
№ 2 — вілла споруджена у 1904—1905 роках за проєктом бюро будівельної фірми Юзефа Сосновського та Альфреда Захаревича. Архітектура вілли має риси популярного на початку XX століття закопанського стилю, поєднаного з формотворчими засобами сецесії. Різьблені дерев'яні деталі — виступають домінантою декору будинку. За документами львівського магістрату земельна ділянка на момент будівництва належала Олександрові Вєжбіцькому. Згодом у маєтку мешкала родина керівника залізничної адміністрації Людвіка Вєжбіцького. По смерті власника у 1912 році тут мешкала його родина. У радянські часи тут був звичайний житловий будинок. Практично до 2005 року маєток не зазнав значних змін. Того року вілла була перебудована, на жаль з втратою багатьох елементів дерев'яного декору та унікального настінного сонячного годинника. У 2008—2015 роках власником будівлі є приватне акціонерне товариство «Страхова компанія Граве — Україна», член австрійського фінансового концерну «Граве». Нині в будинку міститься Західна регіональна дирекція АТ «Укрбудінвестбанк» у м. Львові та працює компанія «А Дент», спеціалізується на торгівлі стоматологічними матеріалами та обладнанням. Будинок внесений до Реєстру пам'яток архітектури місцевого значення під охоронним № 1343-м.
№ 3 — будинок споруджений у 1911—1912 роках за проєктом бюро Івана Левинського в стилі неокласицизму. Чотириповерхова кам'яниця формує групу з сусіднім будинком на вул. Котляревського, 67. У 1920 році, в будинку було організовано українські відділи жіночої учительської семінарії імені Собінського. Директором навчального закладу був о. Юліян Дзерович, а викладали в семінарії отець-доктор Василь Лаба, професори таємного Українського Університету Микола Чубатий та Роман Цегельський. По війни — кам'яниця перетворена на житловий багатоквартирний будинок. Частину приміщень нині займають аудиторії та гуртожиток львівського мистецького коледжу імені Івана Труша. Будинок внесений до Реєстру пам'яток архітектури місцевого значення під охоронним № 1344-м.
№ 4 — будинок внесений до Реєстру пам'яток архітектури місцевого значення під охоронним № 1345-м.
№ 6 — вілла споруджена у 1905—1906 роках за проєктом Зиґмунта Пшорна. Межуючи з брандмауером сусіднього будинку № 4, двоповерхова вілла є компонентом групи, оточеної садом, що складається з пари осель. Характер композиції визначає моделювання різних за висотою ризалітів; з боку саду надбудовано високий фронтон з волютами. У 1912—1913 роках здійснена добудова веранди і кімнат на другому поверсі будинку. Будинок внесений до Реєстру пам'яток архітектури місцевого значення під охоронним № 1346-м.
№ 8 — двоповерхова вілла з цокольним поверхом споруджена у 1910—1911 роках за проєктом бюро Юзефа Сосновського та Альфреда Захаревича. Межуючи з сусіднім будинком № 10, вілла є компонентом групи, оточеної садом, що складається з двох осель, побудованих на схилі пагорба. Будівля в плані має форму вузької смуги з одним рядом кімнат, прилеглим до брандмауера. На фасадах компонуються невеликі ризаліти, прямокутні вікна без обрамувань, карниз з модульйонами. З боку саду розташована лоджія та параболічний фронтон. Будинок внесений до Реєстру пам'яток архітектури місцевого значення під охоронним № 1347-м.
№ 10 — вілла споруджена у 1910—1911 роках за проєктом бюро Юзефа Сосновського та Альфреда Захаревича. Межуючи з сусіднім будинком № 8, вілла є компонентом групи, оточеної садом, що складається з двох осель розміщених на схилі пагорба. Будівля двоповерхова, з цокольним поверхом, з трисхилим дахом. Будинок внесений до Реєстру пам'яток архітектури місцевого значення під охоронним № 2682-м.
№ 12 — вілла споруджена у 1923—1927 роках за проєктом бюро Євгена Червинського та Альфреда Захаревича для подружжя Карла-Ольґерда Юраша та Ольги Юраш з Захаревичів. Велика двоповерхова вілла з мансардою, облаштованою під чотирисхилим дахом, і цокольним поверхом. Вільно розташовується на похилому терені в оточенні саду. Реконструкція проведена 1927 року архітекторами Альфредом Захаревичем та Карлом-Ольґердом Юрашем. Від радянських часів тут міститься львівська філія Київського центру технічного обслуговування ЕОТ (нині — філія державного підприємства «Львівський науково-виробничий центр стандартизації, метрології та сертифікації». Зокрема тут містяться відділи аудиту та аутсорсингу, повірки та калібрування радіотехнічних і радіоелектронних ЗВТ, вимірювання та повірки побутових лічильників води підприємства. Охоронного статусу будинок немає.
№ 14 — двоповерхова будівля, споруджена 1967 року, як новий корпус ДНЗ № 48 «Соняшник». Від 1947 року дитячий садок перебував у колишній віллі «Юлієтка». За радянських часів навчальний заклад був підвідомчий Львівському заводу телеграфної апаратури, а з 1993 року був переведений у підпорядкування відділу освіти Галицького та Франківського районів м. Львова.
№ 14а — вілла «Юлієтка», належала родині Захаревичів. Споруджена у 1893 році, на не забудованому тоді ще пагорбі, за власним проєктом Юліана Захаревича в стилі ранньої сецесії. На той час вілла виглядала як романтичний замок. Новаторське розподіл приміщень, мальовничий вид стін з кольорового цегли та втілення цікавих неоготичних експериментів, металеві та керамічні елементи, цікаві пластичні прикраси. Всередині приміщення конструкції дерев'яних різьблених шаф, сходи, панелей, виконані за авторським проєктом професора. В інтер'єрі — дерев'яні перекриття. Віконні прорізи оформлені вітражами. У 1920-х роках Альфред Захаревич виконував тут обов'язки консула Данії. Родина Захаревичів мешкала в «Юлієтці» до вересня 1939 року, коли Червона Армія захопила Львів. У радянський час будинок перетворили на дитячий садок, що містився в колишній віллі у 1947—1967 роках. За часів незалежності певний час вілла перебувала на балансі Управління СБУ у Львівській області, а 2014 року її продали, а згодом нові власники вілли облаштували там хостел на вісім номерів. Будинок внесений до Реєстру пам'яток архітектури місцевого значення під охоронним № 646-м.